# Тарбагатай (Заіграєвський район)
Тарбагатай (рос. Тарбагатай) — улус Заіграєвського району, Бурятії Росії. Входить до складу Сільського поселення Верхньоількінське.
Населення — 30 осіб (2015 рік).